# دشت قره‌یازی
دشت قره‌یازی (انگلیسی: Garayazi plain) یک دشت در جمهوری آذربایجان است که در شهرستان قزاق و کرانه رود کورا جای دارد.